# Amphiophiura
Amphiophiura is een geslacht van slangsterren uit de familie Ophiuridae.

## Soorten
- Amphiophiura abcisa (Lütken & Mortensen, 1899)
- Amphiophiura antarctica Koehler, 1923
- Amphiophiura bakeri McKnight, 2003
- Amphiophiura canaliculata Koehler, 1922
- Amphiophiura concava Hertz, 1927
- Amphiophiura confecta (Koehler, 1930)
- Amphiophiura coronata (Koehler, 1914)
- Amphiophiura distincta (Koehler, 1904)
- Amphiophiura fasciculata (Lyman, 1883)
- Amphiophiura fastigiata Koehler, 1922
- Amphiophiura fisheri (Clark, 1949)
- Amphiophiura gallardoi Manso, 2010
- Amphiophiura gibbosa Mortensen, 1936
- Amphiophiura improba (Koehler, 1904)
- Amphiophiura indica (Brock, 1888)
- Amphiophiura inops (Koehler, 1908)
- Amphiophiura insolita (Koehler, 1904)
- Amphiophiura irregularis Ziesenhenne, 1940
- Amphiophiura kermadecensis (Benham, 1911)
- Amphiophiura lacazei (Lyman, 1878)
- Amphiophiura lapidaria (Lyman, 1878)
- Amphiophiura latro (Koehler, 1904)
- Amphiophiura laudata (Koehler, 1904)
- Amphiophiura lenta (Koehler, 1904)
- Amphiophiura liberata (Koehler, 1904)
- Amphiophiura lockingtoni (Ives, 1889)
- Amphiophiura megapoma (H.L. Clark, 1911)
- Amphiophiura metabula H.L. Clark, 1915
- Amphiophiura obtecta (Lütken & Mortensen, 1899)
- Amphiophiura oedignatha H.L. Clark, 1915
- Amphiophiura oediplax (H.L. Clark, 1911)
- Amphiophiura oligocenica Berry, 1937 †
- Amphiophiura oligopora (H.L. Clark, 1913)
- Amphiophiura ornata (Lyman, 1878)
- Amphiophiura pachyplax Djakonov, 1954
- Amphiophiura pacifica Litvinova, 1971
- Amphiophiura paraconcava Litvinova, 1981
- Amphiophiura paucisquama Ziesenhenne, 1940
- Amphiophiura paupera (Koehler, 1897)
- Amphiophiura penichra (H.L. Clark, 1911)
- Amphiophiura pertusa Koehler, 1930
- Amphiophiura pomphophora (H.L. Clark, 1911)
- Amphiophiura prisca (Koehler, 1904)
- Amphiophiura radiata (Lyman, 1878)
- Amphiophiura rowetti G.A. Smith, 1923
- Amphiophiura sculpta (Duncan, 1879)
- Amphiophiura sculptilis (Lyman, 1878)
- Amphiophiura solida (Lyman, 1878)
- Amphiophiura sordida (Koehler, 1897)
- Amphiophiura spatulifera Koehler, 1922
- Amphiophiura superba (Lütken & Mortensen, 1899)
- Amphiophiura trifolium Hertz, 1927
- Amphiophiura turgida Koehler, 1930
- Amphiophiura undata (Lyman, 1878)
- Amphiophiura urbana (Koehler, 1904)
- Amphiophiura ursula (Clark, 1949)
- Amphiophiura vemae Kyte, 1987